# Dolichopeza infumata
Dolichopeza infumata är en tvåvingeart som beskrevs av Edwards 1933. Dolichopeza infumata ingår i släktet Dolichopeza och familjen storharkrankar. Inga underarter finns listade i Catalogue of Life.